# Ergasilus fryeri
Ergasilus fryeri is een eenoogkreeftjessoort uit de familie van de Ergasilidae. De wetenschappelijke naam van de soort is voor het eerst geldig gepubliceerd in 1964 door Paperna.